# Reprezentacja Norwegii na Mistrzostwach Świata w Narciarstwie Klasycznym 2005
Reprezentacja Norwegii na Mistrzostwach Świata w Narciarstwie Klasycznym 2005 w Oberstdorfie liczyła 30 sportowców, w tym 8 kobiet i 22 mężczyzn. W reprezentacji znalazło się 20 biegaczy narciarskich, 5 kombinatorów norweskich i 5 skoczków narciarskich. Norwescy zawodnicy wystartowali we wszystkich 17 konkurencjach mistrzostw świata w narciarstwie klasycznym, w których zdobyli 17 medali - 5 złotych, 5 srebrnych i 7 brązowych. 

## Medale

### Złote medale
- Biegi narciarskie - sztafeta 4x10 km mężczyzn: Odd-Bjørn Hjelmeset, Frode Estil, Lars Berger, Tore Ruud Hofstad
- Biegi narciarskie - 50 km stylem klasycznym mężczyzn: Frode Estil
- Biegi narciarskie - sztafeta 4x5 km kobiet: Vibeke Skofterud, Hilde Gjermundshaug Pedersen, Kristin Størmer Steira, Marit Bjørgen
- Biegi narciarskie - 30 km stylem klasycznym kobiet: Marit Bjørgen
- Kombinacja norweska - konkurs drużynowy (HS137 + 4x5 km): Petter Tande, Håvard Klemetsen, Magnus Moan, Kristian Hammer

### Srebrne medale
- Biegi narciarskie - sprint mężczyzn: Tor Arne Hetland
- Biegi narciarskie - 50 km stylem klasycznym mężczyzn: Anders Aukland
- Biegi narciarskie - bieg pościgowy kobiet: Marit Bjørgen
- Kombinacja norweska - sprint + skoki na HS 137: Magnus Moan
- Skoki narciarskie - konkurs indywidualny na HS 137: Roar Ljøkelsøy

### Brązowe medale
- Biegi narciarskie - 15 km stylem dowolnym mężczyzn: Tore Ruud Hofstad
- Biegi narciarskie - bieg pościgowy mężczyzn: Frode Estil
- Biegi narciarskie - 50 km stylem klasycznym mężczyzn: Odd-Bjørn Hjelmeset
- Biegi narciarskie - 10 km stylem dowolnym kobiet: Marit Bjørgen
- Biegi narciarskie - bieg pościgowy kobiet: Kristin Størmer Steira
- Kombinacja norweska - sprint + skoki na HS 137: Kristian Hammer
- Skoki narciarskie - konkurs drużynowy na HS 137: Bjørn Einar Romøren, Sigurd Pettersen, Lars Bystøl, Roar Ljøkelsøy

## Wyniki

### Biegi narciarskie

#### Mężczyźni
Sprint
- Tor Arne Hetland - 2. miejsce
- Odd-Bjørn Hjelmeset - 5. miejsce
- Trond Iversen - 9. miejsce
- Eldar Rønning - 11. miejsce

15 km stylem dowolnym
- Tore Ruud Hofstad - 3. miejsce
- Lars Berger - 4. miejsce
- Ole Einar Bjørndalen - 11. miejsce
- Jan Egil Andresen - 29. miejsce

Bieg pościgowy 2x15 km
- Frode Estil - 3. miejsce
- Kristen Skjeldal - 7. miejsce
- Espen Harald Bjerke - 25. miejsce
- Odd-Bjørn Hjelmeset - nie ukończył

Sztafeta 4x10 km
- Odd-Bjørn Hjelmeset, Frode Estil, Lars Berger, Tore Ruud Hofstad - 1. miejsce

50 km stylem klasycznym
- Frode Estil - 1. miejsce
- Anders Aukland - 2. miejsce
- Odd-Bjørn Hjelmeset - 3. miejsce
- Kristen Skjeldal - 7. miejsce

#### Kobiety
Sprint
- Ella Gjømle - 9. miejsce
- Guro Strøm Solli - 10. miejsce
- Marit Bjørgen - 16. miejsce
- Kine Beate Bjørnaas - 27. miejsce
- Vibeke Skofterud - 37. miejsce

10 km stylem dowolnym
- Marit Bjørgen - 3. miejsce
- Kristin Størmer Steira - 9. miejsce
- Kristin Mürer Stemland - 22. miejsce
- Kine Beate Bjørnaas - 25. miejsce

Bieg pościgowy 2x7,5 km
- Marit Bjørgen - 2. miejsce
- Kristin Størmer Steira - 3. miejsce
- Hilde Gjermundshaug Pedersen - 11. miejsce
- Vibeke Skofterud - 15. miejsce

Sztafeta 4x5 km
- Vibeke Skofterud, Hilde Gjermundshaug Pedersen, Kristin Størmer Steira, Marit Bjørgen - 1. miejsce

30 km stylem klasycznym
- Marit Bjørgen - 1. miejsce
- Kristin Mürer Stemland - 26. miejsce
- Kine Beate Bjørnaas - 30. miejsce
- Ella Gjømle - 36. miejsce

### Kombinacja norweska
Gundersen HS 100 / 15 km
- Magnus Moan - 4. miejsce
- Petter Tande - 7. miejsce
- Kristian Hammer - 15. miejsce
- Håvard Klemetsen - 20. miejsce

Konkurs drużynowy (HS 137 + 4 x 5 km)
- Petter Tande, Håvard Klemetsen, Magnus Moan, Kristian Hammer - 1. miejsce

Sprint (7,5 km + HS 137)
- Magnus Moan - 2. miejsce
- Kristian Hammer - 3. miejsce
- Petter Tande - 9. miejsce
- Kenneth Braaten - 24. miejsce

### Skoki narciarskie
Konkurs indywidualny na skoczni HS 100
- Bjørn Einar Romøren - 4. miejsce
- Roar Ljøkelsøy - 9. miejsce
- Lars Bystøl - 9. miejsce
- Sigurd Pettersen - 14. miejsce

Konkurs indywidualny na skoczni HS 137
- Roar Ljøkelsøy - 2. miejsce
- Lars Bystøl - 4. miejsce
- Sigurd Pettersen - 10. miejsce
- Bjørn Einar Romøren - 12. miejsce

Konkurs drużynowy na skoczni HS 100
- Lars Bystøl, Sigurd Pettersen, Bjørn Einar Romøren, Roar Ljøkelsøy - 12. miejsce

Konkurs drużynowy na skoczni HS 137
- Bjørn Einar Romøren, Sigurd Pettersen, Lars Bystøl, Roar Ljøkelsøy - 3. miejsce

W składzie znalazł się także Daniel Forfang, jednak nie wystartował w żadnym z konkursów.